# Christine Roll
Christine Roll (* 28. April 1960 in Hamburg) ist eine deutsche Historikerin.

## Leben
Roll legte 1980 am Hamburger Christianeum das Abitur ab. Im Anschluss begann sie ein Geschichts- und Russischstudium an der Universität Hamburg, das sie 1986 in Konstanz mit dem ersten Staatsexamen abschloss. Während ihres Studiums übernahm sie die Reiseleitungen für diverse Studienfahrten in verschiedene Gegenden der damaligen Sowjetunion. 1991 wurde Roll mit dem Thema „Das zweite Reichsregiment 1521–1530“ promoviert und mit dem Preis zur Förderung des wissenschaftlichen Nachwuchses des Landkreises Konstanz ausgezeichnet. Ihr Doktorvater war Horst Rabe. Von 1997 bis 2000 erhielt sie ein Habilitationsstipendium der Deutschen Forschungsgemeinschaft. 2003 wurde sie an der Universität Konstanz mit dem Thema Auswärtige Politik und politisches Weltbild. Zar und Kaiser in der europäischen Politik des 17. Jahrhunderts habilitiert.
Zum Wintersemester 2005/06 wurde Christine Roll als ordentliche Professorin an die RWTH Aachen als Nachfolgerin von Gudrun Gersmann berufen. Sie lehrt auf dem Lehrstuhl für die Geschichte der Frühen Neuzeit und ist zugleich Leiterin des Hochschularchivs. Roll war Vorsitzende der Gleichstellungskommission und von 2010 bis 2014 Mitglied des Senates der RWTH Aachen. Ein Jahr zuvor hatte sie für ihre fortdauernden Bemühungen in der Ansprache und Bindung des zukünftigen weiblichen wissenschaftlichen Nachwuchses an die RWTH Aachen den Brigitte-Gilles-Preis verliehen bekommen. Von 2014 bis 2022 war Christine Roll Dekanin der Philosophischen Fakultät.
Neben ihrer universitären Arbeit ist Roll seit dem Mai 2004 als Fachredakteurin bei dem online-Rezensionsjournal sehepunkte für die Bereiche Reichsgeschichte und Internationale Beziehungen tätig.

## Schriften (Auswahl)
Monografien
- Auswärtige Politik und politisches Weltbild. Zar und Kaiser in der europäischen Politik des 17. Jahrhunderts. Habilitationsschrift, Konstanz 2003.
- Das zweite Reichsregiment 1521–1530 (= Forschungen zur deutschen Rechtsgeschichte. Band 15). Böhlau, Köln/Weimar/Wien 1996, ISBN 3-412-10094-3.

Herausgeberschaften
- mit Klaus Graf: 40 Jahre Hochschularchiv der RWTH Aachen. Apprimus-Verlag, Aachen 2010.
- mit Frank Pohle, Matthias Myrczek: Grenzen und Grenzüberschreitungen. Bilanz und Perspektiven der Frühneuzeitforschung. Böhlau, Köln 2010.
- mit Matthias Schnettger: Epochenjahr 1806? Das Ende des Alten Reiches in zeitgenössischen Perspektiven und Deutungen. Steiner, Mainz 2008, ISBN 978-3-525-10087-5.
- unter Mitarbeit von Bettina Braun und Heide Stratenwerth: Recht und Reich im Zeitalter der Reformation. Festschrift für Horst Rabe. Frankfurt a. M. u. a. 1996, ISBN 3-631-47923-9.